# Radfahrer Verein Blitz
Radfahrer Verein «Blitz» (Clube dos Ciclistas «Relâmpago»), fundado no outubro de 1896 por teuto-brasileiros e extinto 1910,  foi a primeira sociedade desportiva para a prática do ciclismo na cidade de Porto Alegre (RS).
O Radfahrer Verein Blitz era uma associação de adeptos da bicicleta (veículo este que recentemente chegava ao território brasileiro e muitos vezes era chamada de velocípede), encontrando nos jovens abastados de Porto Alegre uma diversão de final de semana. 
O clube inaugurou um dos primeiros velódromos de Porto Alegre para a disputas de corridas entre seus associados. Tal velódromo ficava na Rua Voluntários da Pátria 485A nom terreno cedido gratuitamente por a Cervejaria Christoffel no numero 487. 
Com a fundação da União Velocipédica, em 1895, começaram estas duas agremiações, disputas em corridas de rua, como a primeira, organizada no dia 10 de janeiro de 1897, com três atletas de cada equipe e o vencedor foi João Alves da União.
Em junho de 1903 principais dirigentes e atletas da Radfahrer Verein Blitz, fundaram um dos dois primeiros clubes de futebol da cidade, o Fussball Club Porto Alegre, que seria extinto em 1944. O Fussball jogava num terreno no lado do velódromo do Blitz até 1910.  